# Bahnhof Warburg Altstadt

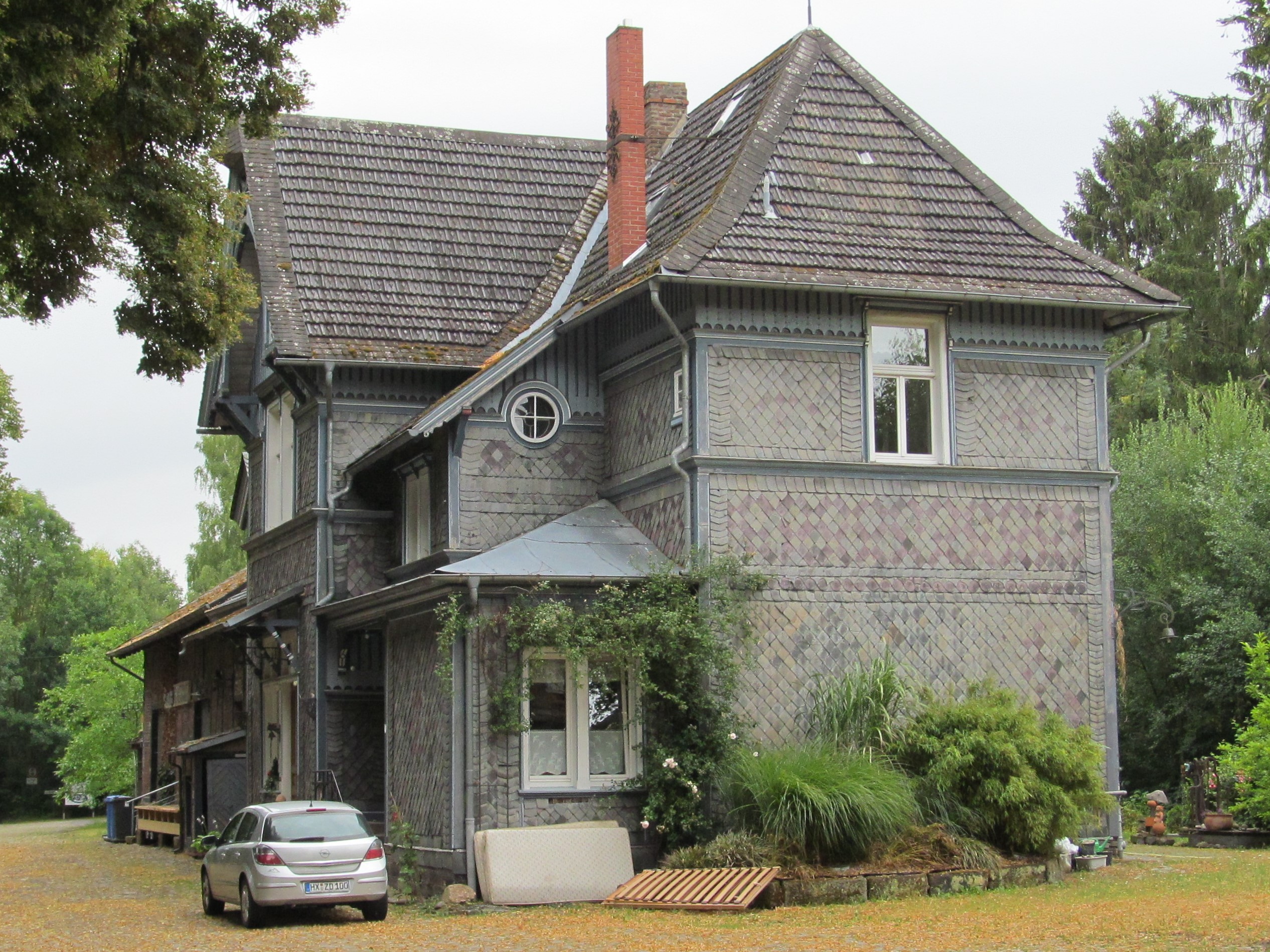
Das ehemalige Bahnhofsgebäude 2018

Der Bahnhof Warburg Altstadt ist ein ehemaliger Bahnhof in Warburg an der Bahnstrecke Warburg–Sarnau. Das Empfangsgebäude (Neues Tor 24) ist seit 1985 in der Liste der Baudenkmäler in Warburg eingetragen.

## Baugeschichte
Bereits 1851 war die damals knapp 4000 Einwohner zählende Stadt Warburg über die Strecke aus Kassel an das Eisenbahnnetz angeschlossen worden und hatte in den Folgejahren ein stattliches Bahnhofsgebäude 1,5 km nordwestlich des Stadtzentrums bekommen. Es folgten 1853 die Weiterführung nach Hamm und 1873 der Anschluss an die Obere Ruhrtalbahn. Da die Residenzstadt des Fürstentums Waldeck, Arolsen, damals über keinen Bahnanschluss verfügte, war sowohl im Warburger Bahnhof als auch im nahen Bahnhof Wrexen ein Fürstenzimmer eingerichtet worden.
Schließlich wurde beschlossen, durch den Bau einer Bahnstrecke auch Arolsen über Warburg mit dem Bahnnetz zu verbinden. Die Planungen der Strecke einschließlich der Bahnhofsgebäude erfolgten in den 1880er Jahren durch die Königliche Eisenbahndirektion Elberfeld, die zuvor auch schon die Obere Ruhrtalbahn geplant hatte. Eine besondere Herausforderung stellte zunächst die Überwindung des Höhenunterschiedes von über 43 m zwischen dem Warburger Bahnhofsgebäude und dem geplanten neuen Bahnhof südlich der Altstadt dar, was durch eine große S-Kurve mit dem Warburger Tunnel (33 m) und einem langen Viadukt über das Diemeltal hinweg gelöst wurde.
Die Pläne für das villenartige Empfangsgebäude wurden 1888 durch den Berliner Architekten Glasewald gefertigt. Die weiteren Bahnhofsgebäude an der Strecke (in Welda, Volkmarsen, Külte, Arolsen) wurden in einem ähnlichen Stil offenbar durch das gleiche Planungsbüro errichtet.
Am 1. Mai 1890 wurde die Twistetalbahn bis Arolsen eröffnet.

## Architektur
Das ursprüngliche Raumprogramm des Bahnhofsgebäudes umfasste eine Schalterhalle und den Wartesaal 2. Klasse im Quertrakt, im Westteil den Wartesaal 3./4. Klasse, einen Wirtsraum und das Treppenhaus sowie im Ostteil das Stationsbüro. Im Obergeschoss war die Wohnung des Stationsvorstehers untergebracht.
Obgleich ebenfalls dem Historismus zuzuordnen, unterscheidet sich die Architektur des Gebäudes erheblich von der des ca. 35 Jahre früher entstandenen Bahnhofes in der Neustadt. So wurde eine Symmetrie der Gesamtanlage vermieden, sondern durch einen L-förmigen Grundriss, untergeordnete Anbauten und Dachaufbauten eine romantisch-malerische Wirkung angestrebt. Die Konstruktion erfolgte nicht in Sichtmauerwerk, sondern aus Fachwerk, das in der Tradition der naheliegenden Sauerlands mit Naturschiefer in unterschiedlichen Verlegemustern verkleidet wurde. Zahlreiche Details, wie die starken Dachneigungen, die Schwebegespärre an den Giebeln und Details der verzierten Holzverkleidungen nahmen nicht nur regionale Traditionen auf, sondern folgten auch den Ideen des damals verbreitete Schweizerstils. Zuvor waren auch schon einige Bahnhöfe der oberen Ruhrtalbahn, wie z. B. der 1887 eröffnete Bahnhof Wrexen, in dem Stil gebaut worden.

## Weitere Nutzungsgeschichte
Nachdem wenige Jahre später an der Ostseite eine Ergänzung durch einen Güterschuppen erfolgt war, wurde der Bahnhof Warburg Altstadt ein Personen- und Güterbahnhof. Hier hielten sämtliche Personenzüge, die von Warburg in Richtung Volkmarsen, Korbach und Marburg verkehrten, nachdem sie nach zumeist siebenminütiger Fahrt gut fünf Kilometer durch das Warburger Stadtgebiet zurückgelegt hatten. Zur Bewältigung des Güterverkehrs gab es ein bis ca. 1965 bestehendes Ausweichgleis, das an einer Weiche neben dem Empfangsgebäude begann und an einer Weiche in unmittelbarer Nähe des Bahnübergangs neben der Angertwete endete. Dieses Gleis ermöglichte sowohl eine Kreuzung als auch ein Überholen von Eisenbahnzügen. Überholt wurde so noch zu Beginn der 1960er Jahre der im Bahnhof Warburg Altstadt morgendlich rangierende Güterzug von einem Schienenbus nach Volkmarsen. Auf der dem Bahnhofsgebäude zugewandten Seite gab es ein Stutzgleis, dessen Prellbock vor dem Güterschuppen endete. Daneben befand sich eine Ladestraße und später ein Öllager. Dort stellten die Warburg Altstadt passierenden Nahgüterzüge einzelne Waggons ab oder brachten sie wieder zum Güterbahnhof in der Neustadt. Das war jeweils mit einem langwierigen Rangieren durch eine große Dampflokomotive verbunden.
1957 verkehrten noch täglich neun Personenzugpaare, darunter auch ein neu eingesetzter Nahverkehrsschnellzug N 3290/3291 nach Marburg, der ansonsten die meisten auf seinem Weg liegenden Stationen nicht bediente. Aber schon im Sommerfahrplan 1962 waren die Personenzüge zwischen Warburg und Volkmarsen nahezu vollständig durch Bahnbusse ersetzt worden. Nur um den Schienenpersonenverkehr noch aufrechtzuerhalten, verkehrte als Konzessionszug lediglich das Zugpaar 2072/2073. Von Fahrplan zu Fahrplan änderten sich dessen Abfahrtszeiten. Der Zug verkehrte als Schienenbus oder war mit einer Dampflok der Baureihe 38 bespannt, die einen vierachsigen Umbauwagen B4yge zog. 1965 fuhr nur noch ein Personenzugwagen mit dem morgendlichen Nahgüterzug und kam abends wieder mit ihm zurück.
Der Sommerfahrplan 1967 sah keinen Personenverkehr mehr vor. Der Güterzugverkehr fand 1977 sein Ende. Danach fuhren noch sehr gelegentlich Panzerzüge durch den Altstädter Bahnhof. Zum 31. Dezember 1982 wurde die Strecke stillgelegt, die erste Stilllegung einer Bahnverbindung in Warburg. Im Frühjahr 1983 erfolgte ihr Abbau. In Warburgs Altstadt erinnern an einen Bahnanschluss allein das Empfangsgebäude mit Güterschuppen und der Diemelradweg, welcher teilweise auf der alten Bahntrasse verläuft.
Das Bahnhofsgebäude wurde 1982 durch eine Familie erworben und in den Folgejahren unter Erhaltung zahlreicher Details einschließlich der Verkaufsöffnung in der Schalterhalle behutsam als Wohnhaus umgebaut. 2015 wurden dort Ferienwohnungen eingerichtet.